# فيونا كينغ
فيونا كينغ (بالإنجليزية: Fiona King)‏ هي لاعبة اتحاد الرغبي نيوزيلندية، ولدت في 1 فبراير 1972 في Millers Flat ‏ في نيوزيلندا.